# Pro Mente Sana
Pro Mente Sana (lat. für einen gesunden Verstand) ist eine Schweizerische Stiftung.
Dank einer anonymen Spende wurde die Stiftung 1978 vom Arzt Paul Plattner (1907–1980) gegründet. Heute finanziert sich die Stiftung mit öffentlichen Beiträgen von Bund, Kantonen und Gemeinden, mit privaten Spenden sowie mit dem Ertrag aus Dienstleistungen und dem Stiftungskapital. Die Stiftung ist nach eigenen Angaben parteipolitisch und konfessionell unabhängig.
Geschäftsleiterin ist seit 1. September 2022 Muriel Langenberger, von 2017 bis Ende August 2022 leitete Roger Staub die Geschäfte.

## Stiftungszweck
Die Stiftung setzt sich für die Anliegen von psychisch erkrankten Menschen sowie gegen Vorurteile und Benachteiligungen ein. Sie wirbt in der Öffentlichkeit um Verständnis für psychisch kranke Menschen, fördert die Selbsthilfe und setzt sich für Empowerment sowie für Recovery-orientierte Behandlungsangebote ein. Pro Mente Sana kämpft für die Rechte sowie die soziale und berufliche Integration der Betroffenen. Sie fördert und unterstützt Projekte und Dienstleistungen, die sich am Recht auf Selbstbestimmung orientieren.